# 三元閉包

演示三元閉包原理的圖。如果A和B相連，A和C相連，那麼B就有和C相連的趨勢。

三元閉包是社會網絡理論中的一個概念，最早由德國社會學家格奧爾格·齊美爾在1908年出版的《社會學:對社會交往形式的研究》一書中提出。三元閉包是指A、B、C三個節點（如個人）之間的屬性，即如果A-B、B-C連接存在，則有形成新的連接A-C的趨勢。三元閉包可以用來理解和預測網絡的增長，儘管它只是複雜網絡中形成新連接的眾多機制之一。

## 历史
馬克·格蘭諾維特在 1973 年的文章《弱關係的力量》中使三元閉包的概念流行起來。在这篇文章中，他综合了由弗里茨·海德于1946年首次提出的认知平衡理论，并对社交网络进行了齐美尔式的理解。总而言之，认知平衡指的是两个人对一个物体有相同的感觉的倾向。

## 衡量方式
测量三元闭包的两个最常见的方式是该图的集聚系数和传递性。

### 集聚係數
三元闭包存在的一种度量方法是集聚係數，如下所示:
设{\displaystyle G=(V,E)}是一个无向简单图，{\displaystyle V}是顶点的集合，{\displaystyle E}是边的集合。

## 強三元閉包的性質
強三元閉包的性質是指，如果一個節點與兩個相鄰節點有強聯繫，那麼這些相鄰節點之間必須至少有弱聯繫。